# Hurricanes
Pour les articles homonymes, voir Hurricane.
Ne doit pas être confondu avec Hurricanes Poua.
Maillots
Actualités
Dernière mise à jour : 2 janvier 2025.
Les Hurricanes, anciennement les Wellington Hurricanes sont une franchise de rugby à XV néo-zélandaise, basée à Wellington. Ils participent au Super Rugby. Ils jouent au Westpac Stadium de Wellington, mais aussi à Palmerston North et à Napier. Ils représentent les équipes de NPC de Wellington, East Coast, Poverty Bay, Hawke's Bay, Wanganui, Manawatu, Wairarapa Bush, Horowhenua Kapiti.
Les Hurricanes remportent en 2016 le Super Rugby face aux Lions. Ils terminent deux fois à la deuxième place en 2006 (défaite en finale face aux Crusaders) et en 2015 (défaite en finale face aux Highlanders).

## Historique

### Les débuts (1996-1997)
La franchise est créée en 1996, année de la fondation du Super 12 et de l'arrivée du professionnalisme dans le rugby. Cinq franchises néo-zélandaises sont formées et regroupent les provinces, qui évoluaient alors en National Provincial Championship (NPC) : les Crusaders, les Highlanders, les Chiefs et des Auckland Blues. La principale province de la franchise étant celle de Wellington, représentant la capitale du pays, la nouvelle franchise prend alors le nom des « Wellington Hurricanes » et l'ex-All Black Franck Olivier prend les rênes de l'équipe avec le pilier Mark « Bull » Allen en tant que capitaine. Les Hurricanes disputent le premier match de l'histoire du Super 12 face au Auckland Blues au Palmerston North Sportground de Palmerston North (défaite 36-28). Alama Ieremia, le centre des Hurricanes, inscrit alors le premier essai de l'histoire de la compétition à la suite d'une passe de son demi de mêlée Jon Preston. Les Hurricanes terminent à la neuvième place du classement.
En 1997, les Hurricanes parviennent en demi-finales, mais perdent contre les Brumbies à Canberra (33-20).

### Errements (1998-2003)
Par la suite, ils n'arrivent plus en demi-finales jusqu'en 2003. Après deux saisons terminées respectivement à la huitième et dixième place, les Hurricanes changent d'entraîneur et de stade pour la saison 2000. Ils prennent possession du Westpac Stadium, qui remplace l'ancien Athletic Park. Cette même année, ils échouent de peu dans la course à la qualification, et terminent 8e du championnat. En 2002, une neuvième place en championnat va amener à la démission de Graham Mourie, qui entraînait la franchise depuis 2000.

### Hauts et bas (2004-2014)
En 2003 et en 2005, ils perdent en demi-finales contre les Crusaders, 39-16 et 47-7. Pour la saison inaugurale du tout nouveau Super 14, Les Canes disputent la première finale de leur histoire et échouent une fois de plus contre les Crusaders, 19-12. En 2008 et 2009, ils perdent leurs dernières demi-finales en date, contre les Crusaders (33-22) et les Chiefs (14-10). Depuis, en Super 15, ils sont arrivés 9e et 8e.

### Affirmation au haut niveau (depuis 2015)
Lors de la saison 2015, les Hurricanes se qualifient pour la seconde finale de Super 15 de leur histoire après celle de 2006, mais échouent de nouveau, pourtant à domicile, face aux Highlanders (21-14). Les Canes parviennent à ce stade de la compétition la saison suivante, mais cette fois, réussissent à remporter le premier titre de leur histoire face aux Lions (20-3) au Westpac Stadium de Wellington.

## Palmarès
- Vainqueur du Super Rugby en 2016.

## Parcours dans le Super rugby
| Saison | Place | MJ | V  | N | D  | PM  | PE  | Diff | PB | Pts | Commentaires                                       |
| ------ | ----- | -- | -- | - | -- | --- | --- | ---- | -- | --- | -------------------------------------------------- |
| 1996   | 9e    | 11 | 3  | 0 | 8  | 290 | 353 | -63  | 5  | 17  |                                                    |
| 1997   | 3e    | 11 | 6  | 0 | 5  | 416 | 314 | 102  | 10 | 34  | Défaite en demi-finale face aux ACT Brumbies       |
| 1998   | 8e    | 11 | 5  | 0 | 6  | 313 | 342 | -29  | 6  | 26  |                                                    |
| 1999   | 10e   | 11 | 4  | 1 | 6  | 213 | 226 | -13  | 4  | 22  |                                                    |
| 2000   | 8e    | 11 | 6  | 0 | 5  | 308 | 329 | -21  | 5  | 29  |                                                    |
| 2001   | 9e    | 11 | 5  | 0 | 6  | 291 | 316 | -25  | 5  | 25  |                                                    |
| 2002   | 9e    | 11 | 5  | 0 | 6  | 232 | 317 | -85  | 3  | 23  |                                                    |
| 2003   | 3e    | 11 | 7  | 0 | 4  | 324 | 284 | 40   | 7  | 35  | Défaite en demi-finale face aux Crusaders          |
| 2004   | 11e   | 11 | 4  | 1 | 6  | 275 | 303 | -28  | 5  | 23  |                                                    |
| 2005   | 4e    | 11 | 8  | 0 | 3  | 283 | 248 | 35   | 2  | 34  | Défaite en demi-finale face aux Crusaders          |
| 2006   | 2e    | 13 | 10 | 0 | 3  | 328 | 226 | 102  | 7  | 47  | Défaite en finale face aux Crusaders               |
| 2007   | 8e    | 13 | 6  | 0 | 7  | 247 | 300 | -53  | 3  | 27  |                                                    |
| 2008   | 4e    | 13 | 8  | 1 | 4  | 310 | 204 | 106  | 7  | 41  | Défaite en demi-finale face aux Crusaders          |
| 2009   | 3e    | 13 | 9  | 0 | 4  | 380 | 279 | 101  | 8  | 44  | Défaite en demi-finale face aux Chiefs             |
| 2010   | 8e    | 13 | 7  | 1 | 5  | 358 | 323 | 35   | 7  | 37  |                                                    |
| 2011   | 9e    | 16 | 5  | 2 | 9  | 328 | 398 | -70  | 10 | 42  | 4e de la conférence néo-zélandaise                 |
| 2012   | 8e    | 16 | 10 | 0 | 6  | 489 | 429 | 60   | 9  | 57  |                                                    |
| 2013   | 11e   | 16 | 6  | 0 | 10 | 386 | 457 | -71  | 9  | 41  | 4e de la conférence néo-zélandaise                 |
| 2014   | 7e    | 16 | 8  | 0 | 8  | 439 | 374 | 65   | 9  | 41  | 4e de la conférence néo-zélandaise                 |
| 2015   | 2e    | 16 | 14 | 0 | 2  | 458 | 288 | 170  | 10 | 66  | Défaite en finale face aux Highlanders             |
| 2016   | 1re   | 15 | 11 | 0 | 4  | 458 | 314 | 144  | 9  | 53  | Premier titre de champion. Victoire face aux Lions |
| 2017   | 5e    | 15 | 12 | 0 | 3  | 596 | 272 | 324  | 10 | 58  | Défaite en demi-finale face aux Lions              |

## Effectif du Super Rugby 2025
Le 11 novembre 2024, les Hurricanes annoncent leur effectif pour la saison 2025 de Super Rugby.
| Nom                      | Date de naissance | Nationalité sportive | Sélections (points) | Club provincial  | Club précédent | Arrivée au club |
| Talonneurs               | Talonneurs        | Talonneurs           | Talonneurs          | Talonneurs       | Talonneurs     | Talonneurs      |
| ------------------------ | ----------------- | -------------------- | ------------------- | ---------------- | -------------- | --------------- |
| Asafo Aumua              | 5 mai 1997        | Nouvelle-Zélande     | 20 (10)             | Wellington       | Débuts au club | 2018            |
| Jacob Devery             | 21 octobre 1998   | Nouvelle-Zélande     | -                   | Hawke's Bay      | Débuts au club | 2022            |
| Raymond Tuputupu         | 11 avril 2003     | Nouvelle-Zélande     | -                   | Wellington       | Débuts au club | 2022            |
| Piliers                  |                   |                      |                     |                  |                |                 |
| Siale Lauaki             | 30 mai 2003       | Nouvelle-Zélande     | -                   | Wellington       | Débuts au club | 2024            |
| Tyrel Lomax              | 16 mars 1996      | Nouvelle-Zélande     | 45 (0)              | Tasman           | Highlanders    | 2020            |
| Tevita Mafileo           | 4 février 1998    | Nouvelle-Zélande     | -                   | Bay of Plenty    | Chiefs         | 2020            |
| Xavier Numia             | 29 novembre 1998  | Nouvelle-Zélande     | -                   | Wellington       | Débuts au club | 2019            |
| Pouri Rakete-Stones      | 17 juin 1997      | Nouvelle-Zélande     | -                   | Hawke's Bay      | Débuts au club | 2020            |
| Pasilio Tosi             | 18 juillet 1998   | Nouvelle-Zélande     | 10 (5)              | Bay of Plenty    | Débuts au club | 2022            |
| Deuxièmes lignes         |                   |                      |                     |                  |                |                 |
| Tom Allen                | 23 juillet 2004   | Nouvelle-Zélande     | -                   | Hawke's Bay      | Débuts au club | 2025            |
| Caleb Delany             | 4 février 2000    | Nouvelle-Zélande     | -                   | Wellington       | Débuts au club | 2022            |
| Zack Gallagher           | 4 septembre 2001  | Nouvelle-Zélande     | -                   | Canterbury       | Crusaders      | 2025            |
| Josh Taula               | 5 avril 2002      | Nouvelle-Zélande     | -                   | Manawatu         | Débuts au club | 2024            |
| Will Tucker              | 16 mars 1998      | Nouvelle-Zélande     | -                   | Otago            | Highlanders    | 2025            |
| Isaia Walker-Leawere     | 16 avril 1997     | Nouvelle-Zélande     | -                   | Hawke's Bay      | Débuts au club | 2018            |
| Troisièmes lignes aile   |                   |                      |                     |                  |                |                 |
| Du'Plessis Kirifi        | 3 mars 1997       | Nouvelle-Zélande     | 4 (5)               | Wellington       | Débuts au club | 2019            |
| Peter Lakai              | 4 mars 2003       | Nouvelle-Zélande     | 3 (5)               | Wellington       | Débuts au club | 2023            |
| Brad Shields             | 2 avril 1991      | Angleterre           | 9 (10)              | Wellington       | USA Perpignan  | 2024            |
| Troisièmes lignes centre |                   |                      |                     |                  |                |                 |
| Devan Flanders           | 20 juillet 1999   | Nouvelle-Zélande     | -                   | Hawke's Bay      | Débuts au club | 2020            |
| Brayden Iose             | 26 août 1998      | Nouvelle-Zélande     | -                   | Manawatu         | Débuts au club | 2021            |
| Demis de mêlée           |                   |                      |                     |                  |                |                 |
| Ere Enari                | 30 mai 1997       | Samoa                | 8 (0)               | Hawke's Bay      | Moana Pasifika | 2025            |
| Cam Roigard              | 16 novembre 2000  | Nouvelle-Zélande     | 12 (40)             | Counties Manukau | Débuts au club | 2021            |
| Jordi Viljoen            | 14 octobre 2003   | Nouvelle-Zélande     | -                   | Manawatu         | Débuts au club | 2024            |
| Demis d'ouverture        |                   |                      |                     |                  |                |                 |
| Brett Cameron            | 4 octobre 1996    | Nouvelle-Zélande     | 1 (0)               | Manawatu         | Seawaves       | 2023            |
| Lucas Cashmore           | 25 août 2002      | Nouvelle-Zélande     | -                   | Bay of Plenty    | Blues          | 2025            |
| Riley Hohepa             | 9 février 1995    | Nouvelle-Zélande     | -                   | Counties Manukau | Crusaders      | 2025            |
| Centres                  |                   |                      |                     |                  |                |                 |
| Riley Higgins            | 10 septembre 2002 | Nouvelle-Zélande     | -                   | Wellington       | Débuts au club | 2022            |
| Billy Proctor            | 14 mai 1999       | Nouvelle-Zélande     | 5 (10)              | Wellington       | Débuts au club | 2019            |
| Bailyn Sullivan          | 3 septembre 1998  | Nouvelle-Zélande     | -                   | Waikato          | Chiefs         | 2022            |
| Peter Umaga-Jensen       | 31 décembre 1997  | Nouvelle-Zélande     | 1 (0)               | Wellington       | Débuts au club | 2018            |
| Ailiers                  |                   |                      |                     |                  |                |                 |
| Kade Banks               | 9 juin 2000       | Nouvelle-Zélande     | -                   | North Harbour    | Blues          | 2025            |
| Fehi Fineanganofo        | 31 août 2002      | Nouvelle-Zélande     | -                   | Bay of Plenty    | Débuts au club | 2025            |
| Kini Naholo              | 16 avril 1999     | Nouvelle-Zélande     | -                   | Taranaki         | Crusaders      | 2022            |
| Ngane Punivai            | 30 août 1998      | Nouvelle-Zélande     | -                   | Canterbury       | Chiefs         | 2024            |
| Daniel Sinkinson         | 8 février 2001    | Nouvelle-Zélande     | -                   | Waikato          | Débuts au club | 2023            |
| Arrières                 |                   |                      |                     |                  |                |                 |
| Harry Godfrey            | 3 janvier 2003    | Nouvelle-Zélande     | -                   | Hawke's Bay      | Débuts au club | 2023            |
| Ruben Love               | 28 avril 2001     | Nouvelle-Zélande     | 2 (10)              | Wellington       | Débuts au club | 2021            |

## Staff 2025
- Clark Laidlaw - Entraîneur principal
- Bryn Evans - Entraîneur adjoint
- Tyler Bleyendaal - Entraîneur des arrières
- Cory Jane - Spécialiste défense
- Jamie Mackintosh - Spécialiste mêlée

## Franchise

### Provinces
La franchise des Hurricanes représentent plusieurs provinces de la côte Est de l'Île du Nord qui évoluent en championnats provinciaux, la Mitre 10 Cup et le Heartland Championship.
Initialment composé de neuf provinces, les Hurricanes était en 1995 la plus peuplée des cinq franchises. Mais en 2013, les Hurricanes perdent la province de Taranaki qui rejoint la franchise des Chiefs.
| Province               | Ville            | Titres NPC   | Titres (depuis 2006) | Titres (depuis 2006) |
| Province               | Ville            | Titres NPC   | 1re division         | 2e division          |
| Mitre 10 Cup           | Mitre 10 Cup     | Mitre 10 Cup | Mitre 10 Cup         | Mitre 10 Cup         |
| ---------------------- | ---------------- | ------------ | -------------------- | -------------------- |
| Hawke's Bay            | Napier           | 0            | 0                    | 2                    |
| Manawatu               | Palmerston North | 0            | 0                    | 1                    |
| Wellington             | Wellington       | 4            | 0                    | 0                    |
| Heartland Championship |                  |              |                      |                      |
| East Coast             | Ruatoria         | 0            | 1                    | 0                    |
| Horowhenua-Kapiti      | Horowhenua       | 0            | 0                    | 0                    |
| Poverty Bay            | Gisborne         | 0            | 0                    | 3                    |
| Wanganui               | Wanganui         | 0            | 5                    | 1                    |
| Wairarapa Bush         | Masterton        | 0            | 1                    | 1                    |

### Stades

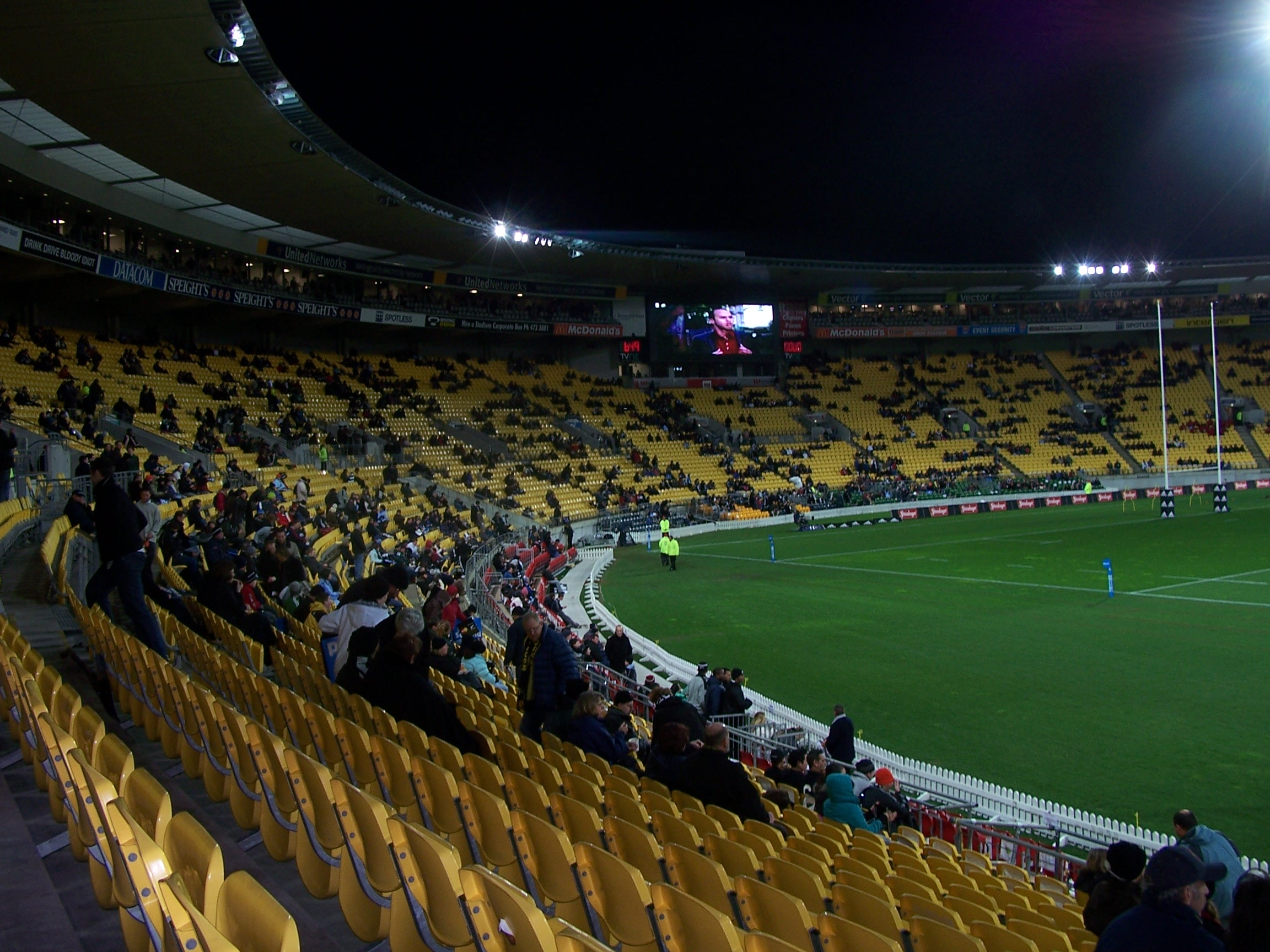
Les tribunes du Westpac Stadium au couleur des Hurricanes

Les Hurricanes disputent la majorité de leurs matches au Westpac Stadium de Wellington depuis son inauguration en 2000. Il possède une capacité de 34 500 spectateurs. Lors des premières saison du Super Rugby, les Canes jouaient leurs matches à l'Athletic Park, détruit en 1999.
Les Hurricanes jouent également une partie de leurs rencontres à Napier, au McLean Park (22 000 places) et à Palmerston North, au Central Energy Trust Park (15 000 places).

## Personnalités historiques

### Joueurs emblématiques
- Inoke Afeaki
- Mark Allen
- Beauden Barrett
- Jerry Collins
- Dane Coles
- Christian Cullen
- Hosea Gear
- Andrew Hore
- Alama Ieremia
- Cory Jane
- Josh Kronfeld
- Jonah Lomu
- Chris Masoe
- Ma'a Nonu
- Julian Savea
- Conrad Smith
- Rodney So'oialo
- Neemia Tialata
- Tana Umaga
- Victor Vito
- Piri Weepu

### Meilleurs réalisateurs
- Beauden Barrett : 923 points
- David Holwell : 631 points
- Christian Cullen : 308 points
- Jon Preston : 300 points
- Tana Umaga : 235 points

### Entraineurs
Frank Oliver est le premier entraineur de l'histoire de la franchise.
- 1996-1999 : Frank Oliver
- 2000-2002 : Graham Mourie
- 2003-2010 : Collin Cooper
- 2011-2014 : Mark Hammett
- 2015-2018 : Chris Boyd
- 2019 : John Plumtree
- Depuis 2020 : Jason Holland

### Capitaines
Le premier capitaine de la franchise est le pilier Mark Allen, dit le « bull » (taureau en anglais). Tous les principaux capitaines de la franchise ont été sélectionnés avec les All Blacks, dont le centre Conrad Smith qui a occupé ce rôle le plus longtemps (60 fois entre 2012 et 2015).
Ne sont représentés ici que les principaux capitaines, qui peuvent être suppléés occasionnellement en cas d'absence.
| Période     | Principal       | Matches |
| ----------- | --------------- | ------- |
| 1996-1998   | Mark Allen      | 30      |
| 1999-2000   | Norm Hewitt     | 15      |
| 2001-2002   | Gordon Slater   | 22      |
| 2003-2005   | Tana Umaga      | 35      |
| 2006-2009   | Rodney So'oialo | 49      |
| 2010-2011   | Andrew Hore     | 28      |
| 2012-2015   | Conrad Smith    | 60      |
| Depuis 2016 | Dane Coles      | -       |